# Rather Be (The Verve)
Rather Be è una canzone del gruppo alternative rock inglese The Verve ed è la terza traccia del loro quarto album, Forth.
La canzone è stata pubblicata come secondo singolo estratto dall'album, il 17 novembre 2008, dopo il successo del precedente Love is Noise. Richard Ashcroft è accreditato come unico compositore del brano, anche se i componenti del gruppo hanno dichiarato che il brano è stato modificato sensibilmente dalla prima versione stilata da Ashcroft.
Il video musicale del brano è stato filmato a May Hill, Gloucestershire ed è stato inizialmente distribuito esclusivamente sul sito internet della testata The Sun il 17 ottobre, 2008. Richard Ashcroft ha diretto il video, ed è l'unico membro dei Verve a comparire nel video.

## Tracce
Singolo digitale
1. Rather Be (Edit) - 4:01
2. All Night Long - 7:26
3. Major Force - 5:52
4. Love Is Noise (Tom Middleton Remix) - 7:23

CD
1. Rather Be (radio edit) - 4:01
2. Love Is Noise (Tom Middleton remix) - 7:23

7"
1. Rather Be (radio edit) - 4:01
2. Major Force - 5:52

7"
1. Rather Be (radio edit) - 4:01
2. All Night Long - 7:26

Download digitale dal sito dei Verve
1. Rather Be (Live al Rock A Field Festival, Lussemburgo - 21/06/08) - 6:13